# Albert Wattenberg

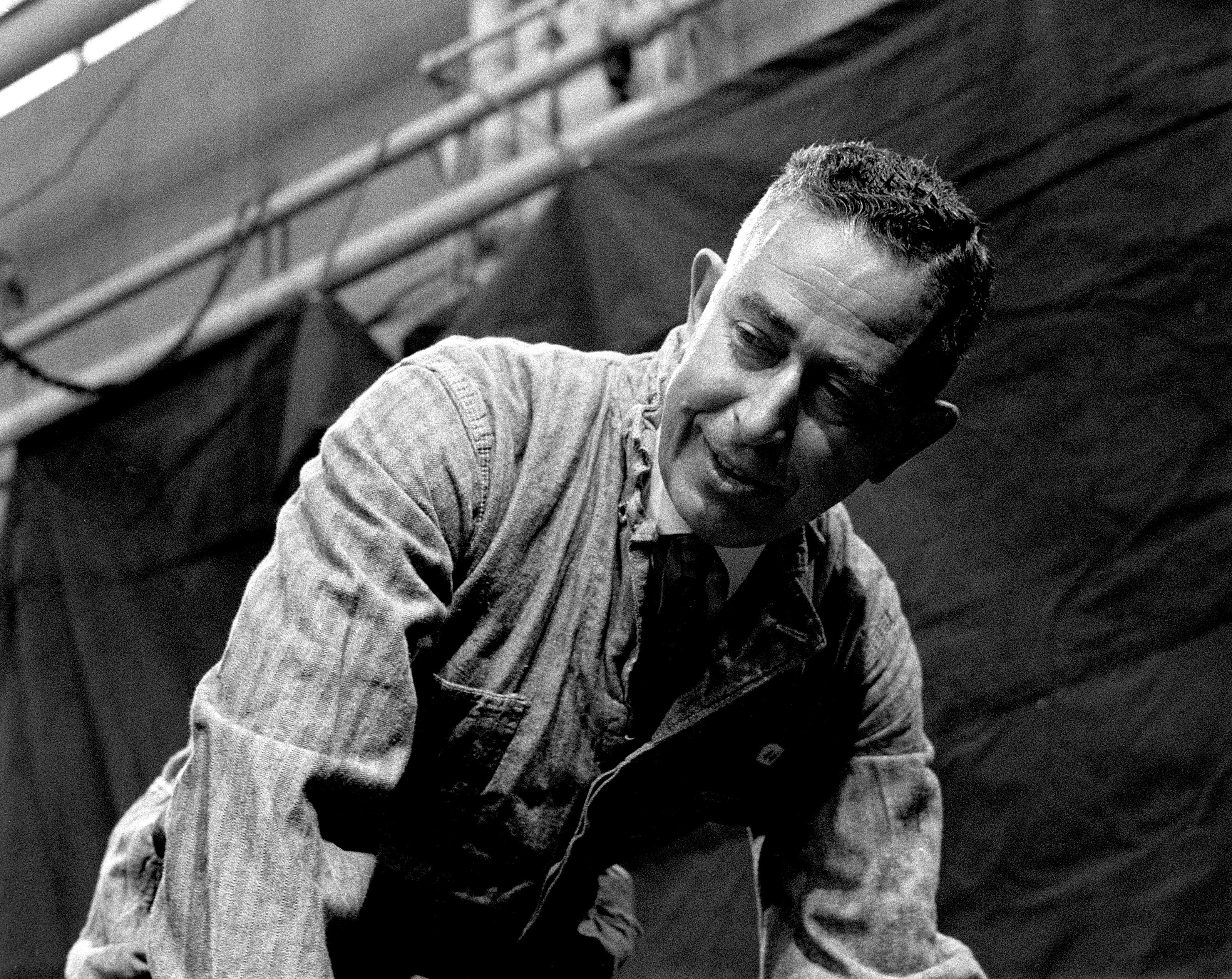
Albert Wattenberg

Albert „Al“ Wattenberg (* 13. April 1917 in New York City; † 27. Juni 2007 in Urbana (Illinois)) war ein US-amerikanischer Physiker, der am Bau des ersten Kernreaktors (Chicago Pile) in Chicago unter Enrico Fermi beteiligt war.

## Leben
Wattenberg studierte am City College of New York mit dem Bachelor-Abschluss 1938, an der Columbia University mit dem Master-Abschluss 1939 und er war 1939 bis 1941 Spektroskopiker bei der Firma Schenley in New York. 1942 bis 1946 arbeitete er im Metallurgical Laboratory der University of Chicago im Rahmen des  Manhattan Project (er folgte Fermi nicht nach Los Alamos, sondern blieb in Chicago als Mitarbeiter von Leo Szilard). Er war Mitglied des Teams, das 1942 den ersten Kernreaktor zum Laufen brachte. 1947 experimentierte er unter Fermi am Argonne National Laboratory und wurde bei Fermi promoviert. Er überwachte mit Harold Lichtenberger Entwurf, Test und Konstruktion des ersten Schwerwasserreaktors mit angereichertem Uran, Chicago Pile 3 im früheren Ort des Argonne National Laboratory bei Lemont in Illinois. 1949/50 war er der Leiter der Kernphysik am Argonne National Laboratory, ihn zog es aber zur experimentellen Elementarteilchenphysik. Außerdem war er in den 1930er Jahren in linken Studentenkreisen politisch aktiv und fürchtete den Einfluss der McCarthy-Ausschüsse auf seine Karriere, wenn er bei einem staatlichen Labor blieb. 1950 ging er zunächst für ein Jahr an die University of Illinois als Visiting Assistant Professor, war dann am Massachusetts Institute of Technology und ab 1958 bis zu seiner Emeritierung 1986 Professor an der University of Illinois at Urbana-Champaign. Er war an verschiedenen Experimenten zum Beispiel zu Mesonenzerfällen am Fermilab und anderen Beschleunigern beteiligt.
1962/63 war er Gastprofessor in Rom und 1973 und 1980/81 in Stanford.
1977 erhielt er den Nuclear Pioneer Award der Society of Nuclear Medicine. Von ihm stammen rund 90 Aufsätze in Physical Review.
Er unterschrieb 1945 die Szilard-Petition gegen den Einsatz der Atombombe und war Gründungsmitglied der Federation of Atomic Scientists. In den 1950er Jahren besuchte er Japan als offizieller Repräsentant des Atoms for Peace-Programms.
Im Ruhestand war er Herausgeber des History of Physics Newsletter.
Er war von 1943 bis zu ihrem Tod 1989 mit Shirley Hier verheiratet, mit der er drei Töchter hatte, und ab 1992 mit Alice von Neuman. Er war passionierter Angler.

## Schriften
- Nuclear reactions at high energies, Handbuch der Physik 1957